# 加里森鎮區 (明尼蘇達州克羅溫縣)
加里森鎮區（英語：Garrison Township）是位於美國明尼蘇達州克羅溫縣的一個行政鎮區。

## 地方資料
加里森鎮區的面積為91.63平方千米，當中陸地面積為76.31平方千米，而水域面積為15.31平方千米。根據2020年美國人口普查的數據，當地共有人口837人，而人口密度為每平方千米9.13人。